# Загорье (Ивановская область)
Загорье — село в Гаврилово-Посадском районе Ивановской области России, входит в состав Осановецкого сельского поселения.

## География
Село расположено в 8 км на юг от центра поселения села Осановец и в 14 км на юго-запад от райцентра города Гаврилов Посад.

## История
В письменных документах XVII столетия Загорье значится вотчиной Горицкого монастыря в Переславль-Залесском. Монастырской вотчиной Загорье оставалось до 1764 года. Церковь в селе существовала в честь Казанской иконы Божьей Матери, в окладных книгах патриаршего казенного приказа 1646 года она показана «прибылою». До 1814 года церковь в селе была деревянная. В 1814 году на средства прихожан построена каменная церковь с колокольней. В 1893 году приход состоял из двух сел: Загорья и приписного села Добрячева, в обоих селах значится 133 двора, мужчин — 409, женщин — 484. В 1891 году в Загорье была открыта церковно-приходская школа, помещавшаяся в доме помощника учителя. В годы Советской власти церковь была полностью разрушена.
В конце XIX — начале XX века село входило в состав Никульской волости Юрьевского уезда Владимирской губернии.
С 1929 года село являлось центром Загорского сельсовета Гаврилово-Посадского района, с 1954 года — в составе Лычевского сельсовета, с 2005 года — в составе Осановецкого сельского поселения.

## Население
| 1859 | 1897 | 1905 | 2010 |
| ---- | ---- | ---- | ---- |
| 585  | ↗694 | ↗777 | ↘232 |